# Concussion (película)
Concussion (titulada: La verdad oculta en Hispanoamérica y La verdad duele en España) es una película dramática 2015 de género biográfico, deportes y médica, dirigida y escrita por Peter Landesman, basado en el artículo de 2009 en la revista GQ llamado Juego Cerebral de Jeanne Marie Laskas, y protagonizada por Will Smith como el Dr. Bennet Omalu, un patólogo forense nigeriano que luchó contra los esfuerzos de la National Football League (NFL) para suprimir su investigación sobre la lesión crónica de nombre encefalopatía traumática crónica (ETC) que sufren los jugadores de fútbol profesionales. La película también está protagonizada por Alec Baldwin, Gugu Mbatha-Raw y Albert Brooks. Columbia Pictures estrenó la película el 25 de diciembre de 2015.

## Argumento
En el año 2002, el excentro de Fútbol americano de los Pittsburgh Steelers, Mike Webster, fue encontrado muerto en su camioneta. Bennet Omalu (Will Smith), un patólogo forense de nacionalidad nigeriana y que trabaja en la oficina médico forense del condado de Allegheny, Pennsylvania, se encarga de la autopsia de Webster, y descubre que tiene un daño cerebral severo. 
Omalu en última instancia determina que Webster murió como consecuencia de los efectos a largo plazo de los repetidos golpes en la cabeza, un trastorno que él llama Encefalopatía traumática crónica (ETC). Con la ayuda del exmédico del equipo de los Steelers Julian Bailes (Alec Baldwin), un colega neurólogo Steven T. DeKosky y el forense del condado Cyril Wecht (Albert Brooks), Omalu publica un documento sobre sus hallazgos, que es inicialmente rechazado por la NFL.
En los siguientes años, Omalu descubre otros tres exjugadores de la NFL fallecidos, Terry Long, Justin Strzelczyk y Andre Waters, que sufrían síntomas muy similares a los de Webster, sospechando que todos padecían ETC como consecuencia de los violentos golpes en el cráneo y la falta de adecuada protección en los cascos. Finalmente persuade al recién nombrado comisionado de la NFL Roger Goodell para presentar sus conclusiones ante un comité de seguridad de los jugadores. 
Sin embargo, la NFL no toma en serio a Omalu y alegan que los traumatismos de los exjugadores no tienen relación con los golpes en el deporte; de hecho ni siquiera le permiten a Omalu estar en el espacio para la presentación (lo que obligó a Bailes a darla por él) y al final del reporte el exjugador y directivo Dave Duerson (Adewale Akinnuoye-Agbaje en la película) confronta furiosamente a Omalu y le exige "regresar a África". 
Omalu es sometido a una presión considerable para que se retracte de sus afirmaciones, en tanto el Fútbol americano es un deporte muy popular en Pittsburgh y en toda Pensilvania, siendo un factor notable de la economía local: genera empleos para muchísimos individuos, junto con las oportunidades de becas estudiantiles. Wecht, por su parte, es sometido a una persecución por motivos políticos, atacándole con cargos de corrupción no demostrados, mientras se buscan pretextos para deportar a Omalu por inmigración ilegal. La esposa de Omalu, Prema, sufre un aborto involuntario después de ser acosada en la calle. 
Los Omalu se ven obligados a abandonar su hogar ideal y se van fuera de Pittsburgh. Se trasladan a Lodi, California; donde Omalu toma un trabajo en la oficina del médico forense del Condado en San Joaquín. Sin embargo, todo se precipitó cuando el mismo Dave Duerson, que habría confrontado a Omalu, se suicidó en su apartamento debido a sus crecientes problemas cognitivos: en el apartamento de Florida en el que apareció el cuerpo sin vida de Duerson, había una nota manuscrita que decía: "Hagan que mi cerebro vaya al centro de estudio de la NFL". (de hecho, el 2 de mayo de 2011, los neurólogos de la Universidad de Boston confirmaron que Duerson sufría de ETC, relacionado con las conmociones cerebrales)
Ante el gran impacto mediático del suicidio de Duerson, a Omalu se le permite entonces hacer frente a una conferencia NFLPA sobre las conmociones cerebrales y la encefalopatía traumática crónica, admitiendo nunca haber deseado conocer el caso de Mike Webster, pero que al conocerlo era su responsabilidad informar a la NFL y sus jugadores sobre los riesgos de los golpes en la cabeza. En medio de un creciente escrutinio del Congreso de los Estados Unidos, la NFL se ve obligada a llevar el asunto de la encefalopatía traumática crónica más en serio y promover mejoras en la salud de sus jugadores, advirtiendo de los riesgos deportivos.
A Omalu se le ofrece un trabajo como jefe médico forense para el Distrito de Columbia, pero lo rechaza con el fin de seguir trabajando usando sus manos con las autopsias, asumiendo la nacionalidad estadounidense en febrero del 2015.

## Reparto
- Will Smith como el Dr. Bennet Omalu.
- Alec Baldwin como el doctor Julian Bailes.
- Albert Brooks como el Dr. Cyril Wecht
- Gugu Mbatha-Raw como Prema Mutiso.
- David Morse como Mike Webster.
- Arliss Howard como el Dr. Joseph Maroon.
- Mike O'Malley como Daniel Sullivan.
- Eddie Marsan como el Dr. Steven DeKosky.
- Hill Harper como Christopher Jones.
- Adewale Akinnuoye-Agbaje como de Dave Duerson.
- Stephen Moyer como el Dr. Ron Hamilton.
- Richard T. Jones como Andre Waters.
- Paul Reiser como el Dr. Elliot Pellman.
- Luke Wilson como Roger Goodell.
- Sara Lindsey como Gracie.
- Mateo Willig como Justin Strzelczyk.
- Bitsie Tulloch como Keana Strzelczyk.
- Eme Ikwuakor como Amobi Okoye.

## Producción

### Desarrollo
La idea de Ridley Scott de una película de la conmoción en la NFL fue inspirada por el estudio del Dr. Bennett Omalu sobre exestrellas de la NFL Seau y de Dave Duerson, ambos de los cuales se suicidaron después de sufrir de encefalopatía traumática crónica (ETC). Scott fue anunciado para dirigir después de su película Éxodo: Dioses y Reyes., Mientras que él y Facio estaban buscando un escritor de una lista En noviembre y diciembre de 2013, dos películas más sobre la concusión en la NFL estaban en desarrollo, la primera desarrollada con el escritor/director Matthew A. Cherry, y la otra película Liga de negación con los productores Walter Parkes y Laurie MacDonald. Landesman había basado su guion en el artículo de GQ de 2009 Juego cerebral hecho por Jeanne Marie Laskas. Smith y Marsan previamente aparecieron juntos en la película de 2008 de superhéroes Hancock.

### Rodaje
El rodaje de Concussion comenzó el 27 de octubre de 2014, en Pittsburgh, Pennsylvania, y se filmó allí hasta mediados de enero. Una de las escenas clave de la película se rodó en el restaurante Altius en Mount Washington, barrio de Pittsburgh. Otros lugares incluyen una iglesia en el Distrito de Pittsburgh Hill, la Biblioteca Carnegie Braddock, y en el centro de Pittsburgh.

### Música
James Newton Howard compuso la música para Concussion. Klayton (frontman de Celldweller) proporcionó la programación de sintetizador para la puntuación. El cantante Leon Bridges de R & B proporciona una nueva canción, llamada "So Long".

## Lanzamiento
Sony estableció la fecha del 25 de diciembre de 2015 para liberar la película.
El primer tráiler de Concussion fue lanzada en YouTube el 31 de agosto de 2015 Sony Pictures Entertainment.
La comercialización incluye la publicidad de la emisión de cine durante los partidos de la NFL.

### Inicio en los medios
Concussion fue lanzada en Blu-ray y DVD el 15 de marzo de 2016.

## Recepción

### Taquilla
A partir del 18 de enero de 2016, Concussion ha recaudado $ 33.1 millones en América del Norte y $ 3.3 millones en otros territorios para un total mundial de $ 36,4 millones, frente a un presupuesto de $ 47 millones.
En Estados Unidos y Canadá, la película se estrenó el 25 de diciembre de 2015 junto a Inicio de papá, Alegría, Point Break, y la expansión a nivel nacional de La gran apuesta. En su primer fin de semana, la película se proyectó y recaudó $ 8-10 millones de dólares de 2.841 salas de cine. Se terminó ganando en total $ 10.5 millones, terminando séptimo en la taquilla.

### La respuesta crítica
En Rotten Tomatoes, la película tiene una calificación de 63%, basada en 126 comentarios, con una calificación promedio de 6.2 / 10. El consenso del sitio dice: "Concussion hace un aterriza sólido, bien actuada-golpeada en su tema de manera impresionante y a tiempo, incluso si su tradicional estructura de drama deportivo es un poco demasiado fuerte para merecer un completo en la danza en la zona de anotación." Sin embargo, la actuación de Will Smith fue ampliamente alabada, Denver Post que calificó de "una persona sensible, con rendimiento discreto". En Metacritic, Concussion tiene una puntuación de 56 sobre 100, basado en 38 críticas, lo que indica "críticas mixtas o promedio" . En CinemaScore, el público dio a la película una calificación promedio de "A" en una escala de A + a F.

## Controversia
Los familiares de David Duerson, exjugador de la NFL que sufría de ETC, afirmaron que la película retrata a Duerson de una manera incorrecta. En una escena, el personaje de Duerson llama el personaje de Omalu un "curandero", además de que le dice "para volver a África" y "alejarse de nuestro juego." En otra escena de la película, Duerson se burla del exjugador de la NFL Andre Waters cuando presentaron una solicitud de prestaciones en relación con las lesiones en la cabeza que sufrió mientras jugaba en la NFL. Miembros de la familia de Duerson declararon que estas escenas eran falsas.
En respuesta, Landesman, director de la película, dijo que la película era "emocional y espiritualmente precisa hasta el final".
El 21 de diciembre de 2015 el escritor de Pizarra Daniel Engber publicó un artículo crítico con la dramatización por el cine, citando en particular al Instituto Nacional de 2012 para la seguridad y el estudio de la Salud que indica que los jugadores de fútbol, en promedio, en comparación con la población en su conjunto, vivían vidas más largas, aunque el estudio también indica, como Engber señala, que los exjugadores de fútbol son también más propensos a sufrir y morir de una enfermedad neurodegenerativa.